# Instituto de Conmemoración Histórica de Chile

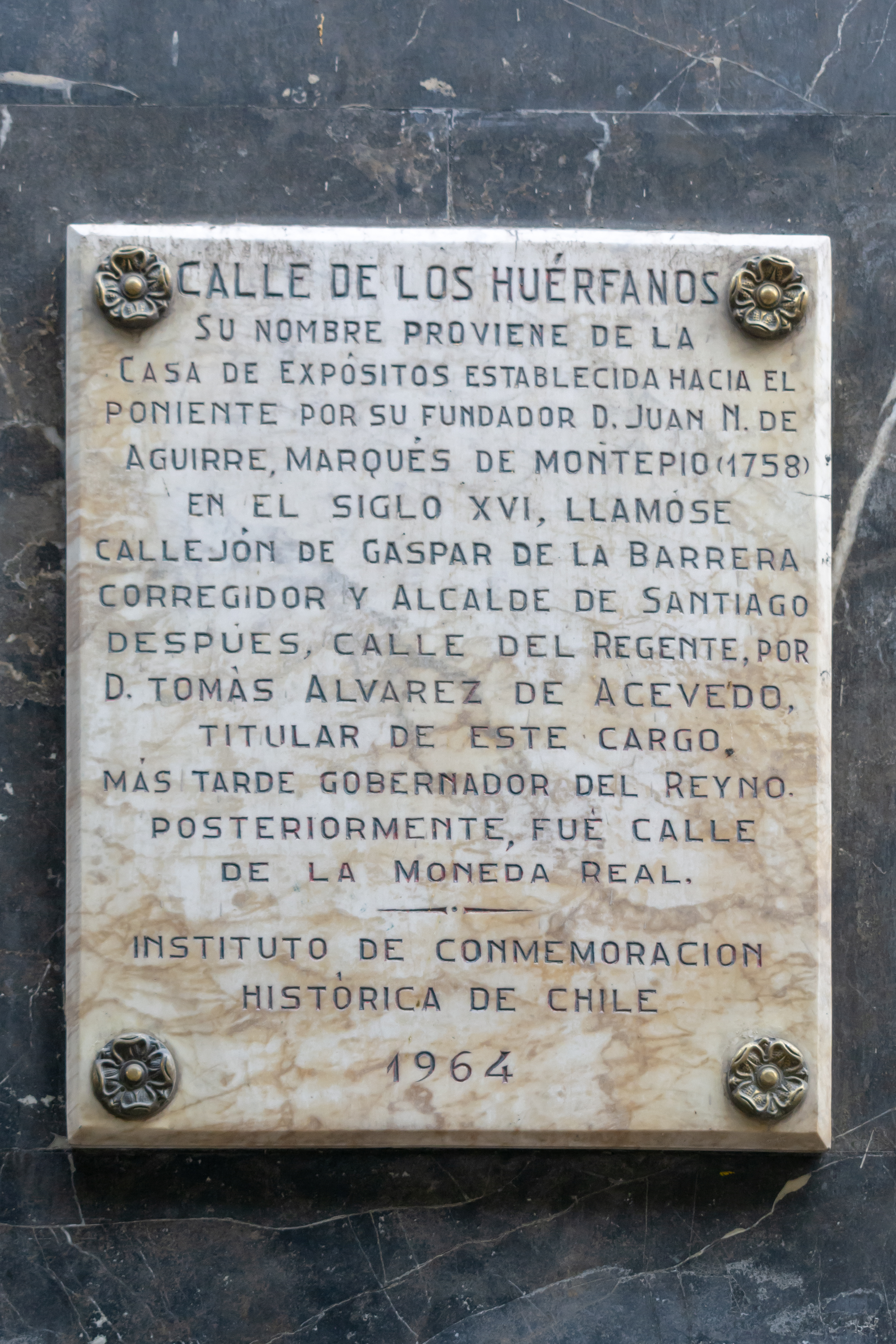
Placa del Instituto de Conmemoración Histórica en calle Huérfanos, Santiago de Chile

El Instituto de Conmemoración Histórica de Chile es una corporación privada sin ánimo de lucro, que tiene por objetivo dar a conocer los acontecimientos más destacados en la historia de dicho país, a través de conferencias, publicaciones y de la colocación de placas conmemorativas de mármol.

## Historia
Fue fundado el 19 de agosto de 1937 por don Enrique Vergara Robles. En sus 75 años de existencia, ha colocado de más de 500 placas conmemorativas en lugares de interés histórico a lo largo del país, además de Argentina, Ecuador, España, Brasil e Irlanda. En un sentido simbólico, la colocación de placas forma parte de la cultura del recuerdo de la historia de Chile.
Han formado parte de la corporación del Instituto de Conmemoración Histórica, entre otros: Tomás Thayer Ojeda, Januario Espinoza, Sady Zañartu, Víctor Domingo Silva, Ricardo Krebs, Raúl Marín Balmaceda, Oscar Espinosa Moraga y Monseñor Carlos Casanueva, además de una nómina de más de trescientos personajes destacados en el ámbito de la historia, la literatura, las artes y las ciencias. 
Actualmente, posee un representante en el Consejo de Monumentos de Chile, de acuerdo a lo establecido en el literal q), del artículo 2 de la ley N° 17.288, que legisla sobre Monumentos Nacionales.